# 小珠山遗址
小珠山遗址位于辽宁省大连市长海县廣鹿島鎮塘窪村吳家屯中部的小珠山东坡上，是一处新石器时代贝丘遗址，2013年被列为第七批全国重点文物保护单位。
小珠山南北走向，北高南低，山顶较平，最高点海拔为28.6米。小珠山遗址南北长约100米，东西宽约50米，典型的贝丘遗址。小珠山遗址距其东侧的吴家村遗址约300～400米，一条小河从两处遗址之间流过，小珠山遗址距黄海约为1300米。
1978年， 辽宁省博物馆、旅顺博物馆和长海县博物馆曾对小珠山遗址等五处广鹿岛的史前遗址进行了小规模调查和试掘，并在1981年提出辽东半岛新石器时代文化可分为三个文化类型, 也即三期, 即小珠山上层、中层、下层文化。
2006年5至8月、2008年4至7月，中国社会科学院考古研究所、辽宁省文物考古研究所、大连市文物考古研究所再次对小珠山遗址和吴家村遗址进行了发掘。此次发掘发现8座房址、10个灰坑、10座野外灶址和数十个残存的柱洞，出土遗物有石器、陶器、骨器、玉器、蚌器、牙器, 以石器、骨器和陶器为多。初步推测小珠山遗址可分为五期：第一期的年代上限应接近赵宝沟文化阶段或稍晚一些，同时该阶段的陶器又有北吴屯下层、后洼下层文化的一些特征；第二期即首次发掘所提出的小珠山下层文化；第三期相当于大汶口文化阶段；第四期以长兴岛三堂一期文化为主要特征；第五期相当于龙山文化阶段。